# TGV Atlantique
TGV Atlantique (TGV-A) — серия французских высокоскоростных электропоездов 2-го поколения. В отличие от высокоскоростных электропоездов первого поколения (TGV Sud-Est), электропоезда TGV-A отличаются прежде всего более высокой выходной мощностью (8800 кВт против 6400 кВт), применением синхронных тяговых электродвигателей и улучшенным профилем моторных вагонов. Помимо этого их отличает характерный серебристый окрас и повышенная длина составов (число промежуточных вагонов увеличено с 8 до 10).
В 1990 году один из электропоездов этой серии установил рекорд для рельсовых поездов, разогнавшись до 515 км/ч. Данный рекорд продержался на протяжении 17 лет, пока в 2007 году модернизированный электропоезд серии TGV Duplex не превзошел его на 59 км/ч.

## Эксплуатация
Данные электропоезда обслуживают, в основном, западные высокоскоростные направления от вокзала Монпарнас, в том числе и некоторые участки линии LGV Atlantique. Примечательно, что электропоезда TGV-A уже достаточно продолжительное время обслуживают линию «TGV Vendée», которая электрифицирована лишь в декабре 2004 года, а до этого электропоезда на этой линии эксплуатировались на тепловозной тяге с помощью тепловозов CC 72000.

## Рекорд скорости 1990 года
26 февраля 1981 года электропоезд TGV Sud-Est в экспериментальном заезде на магистрали LGV Sud-Est установил рекорд скорости для рельсовых поездов, который составил 380,4 км/ч. Данный рекорд продержался несколько лет, пока 1 мая 1988 года его не побил немецкий электропоезд ICE-V, который разогнался до 406,9 км/ч.
В ответ на это, во Франции в ноябре того же года была начата широкая программа по испытанию нового времени электропоезда TGV-A. Целью являлось достижение поездом скорости 420 км/ч (117 м/с), а сама программа получила условное обозначение «Projet TGV 117» (в дальнейшем её название сменилось на «Projet TGV 140»). Для экспериментальных поездок был выбран серийный электропоезд TGV-A 325, который подвергли небольшим доработкам, а число промежуточных вагонов сократили до 4. Для заездов был выбран 280-километровый участок пути только построенной, но ещё не запущенной в эксплуатацию высокоскоростной магистрали LGV Atlantique, на которой ещё в ходе строительства была установлена специальная контактная сеть. 3 декабря 1989 года электропоезд достиг скорости в 482,4 км/ч, тем самым установив новый мировой рекорд. В течение нескольких дальнейших месяцев электропоезд подвергся дальнейшему совершенствованию, в том числе и сокращению промежуточных вагонов до трёх. 9 мая 1990 года электропоезд превысил отметку в 500 км/ч, достигнув скорости 510,6 км/ч, а 18 мая очередная экспериментальная поездка завершилась установлением нового мирового рекорда для рельсовых поездов, который продержался на протяжении более 15 лет — на скоростемере поезда появились цифры 515,3 км/ч.
На начало 2009 года электропоезд TGV-A 325 в полной составности (10 промежуточных вагонов) работает наравне с остальным электропоездами серии. О рекорде, который он установил, напоминают эмблема на носовой части и мемориальные доски на моторных вагонах.